# 艶紅
艶紅（ひかりべに・つやべに）とは、紅花の色素を梅酢で分離した色素。本紅ともいう。古くは口紅としても使われ、特に上質のものは京都で精製されたため「京紅」とも呼ぶ京紅の代表といえば、品質で他を圧倒していた、紅屋の紅屋平兵衛（屋号を紅平）の 木村平兵衛である。紅平の紅は他の紅屋の紅に無い艶があり、その紅は圧巻の品質であったと言われている正に日本一の紅の職人であった事がうかがえる。
紅花から分離した色素の溶液を、紅が退色しないように蓋が付いた白色の陶器の椀や猪口（伏せておけば光が入らないため）、あるいは貝殻に何度も塗り重ねて乾燥させた状態で販売されており、上質のものは非常に高価で、『金一匁（もんめ）紅一匁』という言葉通り、同じ重量の金に匹敵する価値があるとも言われた。なお、容器は再び紅を買う時に紅屋に持っていって紅を塗ってもらう事があったようだ。
純度が高い赤い色素故に赤い光を吸収してしまい、反対色である緑色の輝きを放つため、乾燥した状態では玉虫色に見える。江戸時代には、玉虫色の輝きを放つ紅は良質なものとされ「小町紅」という名で販売された。水を含ませると赤色になるが、唇などに塗り重ねると、やはり、玉虫色がかった色になる。
使用する際は、水を含ませた化粧用の細い紅筆で少しずつ紅を溶きながら唇に塗り重ねてゆくか、直接指で紅を取ることもあった。そのため昔は薬指のことを「紅点し指」と呼んだ事もある。

## 化粧品・艶紅の歴史
日本に紅が伝来する前の古墳時代において身を飾る赤といえば丹や朱と呼ばれる鉱物性の顔料であり、多くは身分の高い男性が顔や体に塗りつけ己の生命力を増強する目的で用いられた。
中国から紅が伝来した後は、鮮やかな紅が王朝の宮廷婦人たちの唇を彩るようになり、紅を引くことは女性の重要な身だしなみとみなされるようになった。
平安朝においては、薄暗い室内で目立たせるために、顔全体を白粉で塗りつぶす化粧法が主流となった。唇にはおちょぼ口に見えるようにぽちりと口紅を引き、うっすらと頬紅を刷く。女性ほど濃厚ではないが男性貴族にも化粧の習慣が広まり、公家化した平氏の武将の中には、眉を引眉にし薄く白粉を刷いて出陣した若者もいる。武士政権の鎌倉期に入っても廃れるどころか後々も稚児や高級武士の中に男性の化粧が残った。この時代は紅は衣装などにふんだんに使用されはしたが、化粧にはほとんど姿を現さない。
室町時代も後半には「紅白粉」という薄紅色の紅粉を混ぜた白粉が流行し、時代の風潮を反映してか女性の化粧はより生き生きとした印象を与えるものに代わった。安土桃山時代に入ると身分制が崩壊した混乱期に乗じて有力な町人が活躍し始め、織豊期の前後には市井の女性たちが自由に化粧を楽しんだ。
江戸時代に入ると、はるばる京都から出荷された上質の京紅が江戸の女性の憧れとなっていた。美しい紅をふんだんに使う化粧が女性の憧れであり、大金を稼ぐ遊女は唇に止まらず「爪紅」といって手足の爪にほんのりと紅を差したり、耳朶にも薄く紅を差して色っぽさを演出した。江戸時代後期には「笹紅」といって下唇に何度も紅を塗りつけて金緑に光らせる化粧が流行したが、高価な紅をふんだんに使うため売れっ妓の遊女などを除いては下地に墨を塗って紅を節約したと言う。
京都の舞妓、芸妓、嶋原の太夫が使う他、染料として使われる。

## 利点・欠点
- 紅花が現在も食品の着色料として使われるように、体に悪影響がない。
- 市販の口紅に使われる科学染料などと違って、肌に負担をかけず洗い流せる。
- 生産に手間と時間がかかるため、質のよい紅は『金一匁（もんめ）紅一匁』と言われるほど非常に高価。
- 水溶性の色素であるため色が落ちやすく、食器などに付着しやすい。